# Cappella Brancaccio (San Domenico Maggiore)

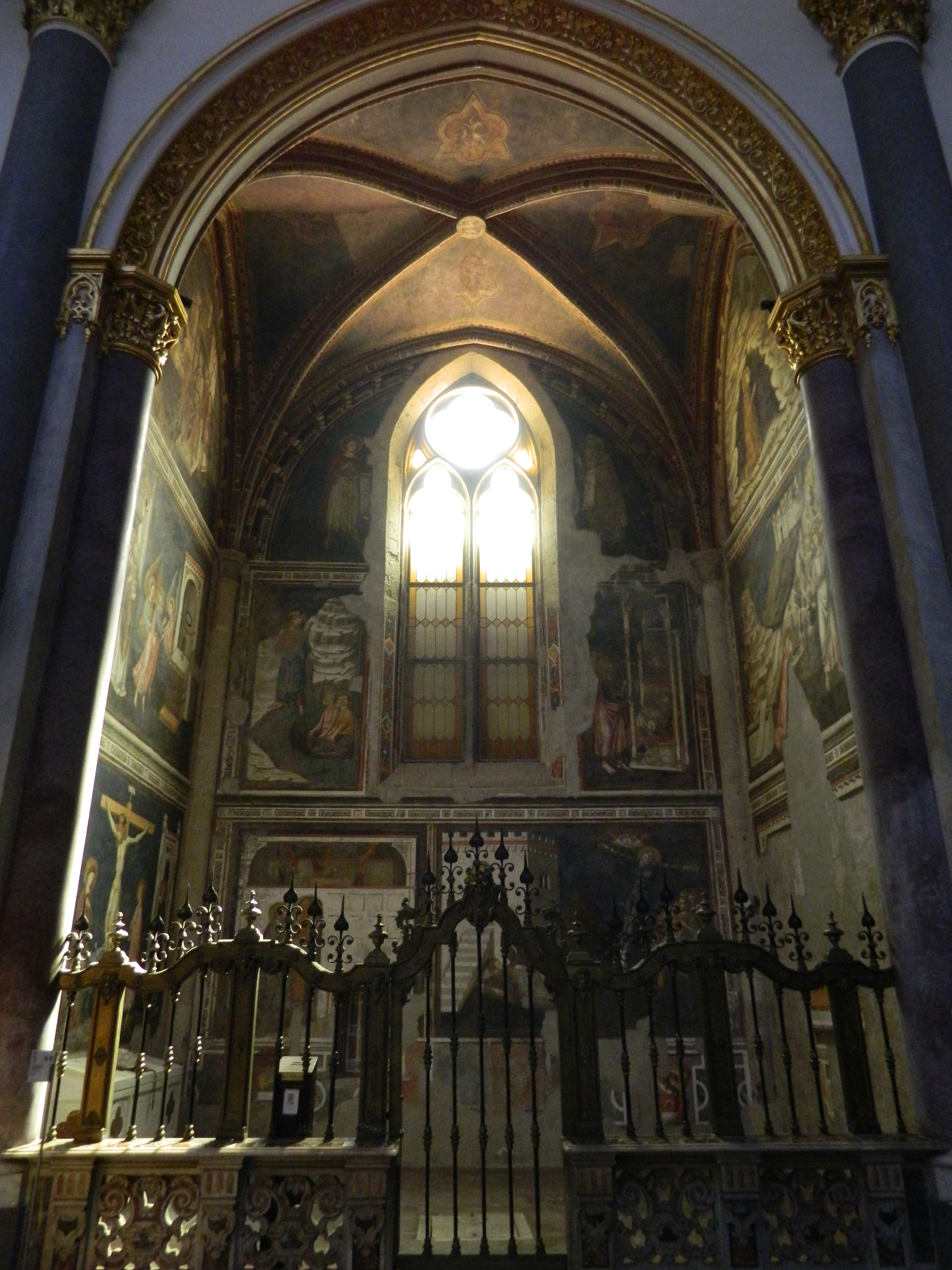
Cappella degli affreschi (o Brancaccio)

La cappella Brancaccio (volgarmente nota anche come "degli affreschi") è una cappella della chiesa di San Domenico Maggiore di Napoli affrescata da Pietro Cavallini nel 1308 circa.
È di fatto l'unica cappella della chiesa che conserva un ciclo di affreschi risalente all'epoca angioina, quindi al periodo di edificazione del complesso religioso.

## Storia
La cappella apparteneva al patronato dei Brancaccio e fu incaricato dell'esecuzione del ciclo di affreschi il romano Pietro Cavallini, il quale all'epoca del suo arrivo a Napoli fu ospite illustre di Carlo II d'Angiò, dando vita ad un rapporto lavorativo che legherà il pittore alla famiglia angioina fino al 1317 inoltrato, con i lavori nel coro delle monache di Santa Maria Donnaregina Vecchia. La committenza dell'opera avvenne nel 1308 circa e questa spetta all'allora cardinale napoletano Landolfo Brancaccio.
Durante i rifacimenti rinascimentali della chiesa, o comunque successivi alla sua edificazione, il ciclo della cappella così come probabilmente anche altri presenti nella chiesa furono coperti o cancellati del tutto; questo della cappella Brancaccio è infatti stato rinvenuto solo nel 1953, dopo un restauro fatto dalla Sopraintendenza che ha interessato tutta la chiesa.

## Descrizione e stile
Le scene ritratte nella cappella sono undici, tutte inquadrate in cornici affrescate con motivi cosmateschi, e sono inoltre suddivise in tre storie, ognuna di queste rappresentate in una delle tre pareti della cappella.
Lungo la parete di sinistra, in tre scene, poste una nella lunetta alta, una nella fascia centrale ed una in quella inferiore, sono le Storie su San Giovanni Evangelista, con per ultima la scena della Crocifissione di Cristo. Sulla parete frontale sono ripresi in alto, ai lati della bifora, due figure di Profeti mentre nella fascia centrale e inferiore sono le Storie su Sant'Andrea. Infine nella parete di destra sono collocati in due riquadri le Storie su Maria Maddalena, come la scena del Noli me tangere, con la Maddalena genuflessa ai piedi del Cristo risorto che le volge le spalle, e quella della Maddalena in penitenza, con i lunghi capelli che le coprono la nudità, in preghiera in una grotta, nella quale si era ritirata per vivere in solitudine, mentre la terza ed ultima scena in basso risulta essere l'unica assente dell'intera composizione, presentando infatti solo pochi frammenti dell'affresco originario, la Cena a casa di Levi, rovinato questo da un monumento funebre ai Brancaccio collocato qui in epoca rinascimentale e poi spostato in un altro luogo della chiesa (in una sala conventuale alle spalle della sacrestia) dopo i rinvenimenti degli affreschi avvenuti nel corso del Novecento, lasciando in questo modo sulla parete la traccia del monumento stesso che di fatto si prolunga anche fino alla seconda scena sulla fascia centrale.
Il ciclo di affreschi è caratterizzato da elementi tipici della pittura cavalliniana, come la solida volumetria delle figure e il plasticismo delle vesti e delle architetture, che parlano un linguaggio pittorico giottesco; i personaggi presentano volti dalla forte espressività e posti in grande figura in primo piano, alle cui spalle sono poi le grandi architetture che fanno da sfondo alle scene narrative. Non manca poi la cura nei minimi particolari dei dettagli dell'intera composizione, come si nota per esempio nella scena della Crocifissione di Sant'Andrea, dove sulla sinistra il proconsole Egeas morente è caratterizzato dal diavolo che aspira la sua anima dalla bocca. Alcune scene inoltre riconducono l'opera direttamente alla sua committenza, è questo il caso della scena della Crocifissione di Cristo posta sulla fascia inferiore della parete sinistra, che discosta dall'iconografia classica mostrando infatti ai lati del Cristo, oltre alla Vergine con San Giovanni, altri due santi domenicani, San Domenico a sinistra e San Pietro Martire a destra; o ancora come le scene su Maria Maddalena, che riconducono al legame che c'era tra Landolfo Brancaccio ed il casato degli angioini, questi ultimi fortemente legati al culto della santa.
Sulla parete di sinistra, sotto la scena della Crocifissione, è inoltre il novecentesco sepolcro di Anastasia Ilario, terziaria domenicana morta il 20 aprile 1934. Il pavimento in terracotta e maioliche vede al centro la lastra tombale di Giovanni Francesco Brancaccio, mentre sulla volta a crociera sono infine rappresentati nelle vele gli stemmi della famiglia, quindi uno scudo con al centro un leone rampante.

## Schema delle opere nella cappella
| ██ Storie su San Giovanni Evangelista ██ Profeti ██ Storie su Sant'Andrea ██ Storie su Maria Maddalena ██ Affresco scomparso ██ Stemmi dei Brancaccio ██ Sepolcro di Anastasia Ilario ██ Pavimento con lastra tombale | Schema |

| Numero | Foto | Titolo                                                                                          | Storia dell'affresco               |
| ------ | ---- | ----------------------------------------------------------------------------------------------- | ---------------------------------- |
| 1      |      | Martirio di San Giovanni Evangelista                                                            | Storie su San Giovanni Evangelista |
| 2      |      | Assunzione di San Giovanni in cielo                                                             | Storie su San Giovanni Evangelista |
| 3      |      | Crocifissione di Cristo                                                                         | Storie su San Giovanni Evangelista |
| 4      |      | Profeta                                                                                         | -                                  |
| 5      |      | Profeta                                                                                         | -                                  |
| 6      |      | Vocazione dei Santi Pietro e Andrea                                                             | Storie su Sant'Andrea              |
| 7      |      | Sant'Andrea dinanzi al proconsole Egeas                                                         | Storie su Sant'Andrea              |
| 8      |      | Crocifissione di Sant'Andrea                                                                    | Storie su Sant'Andrea              |
| 9      |      | Miracolo postumo di Sant'Andrea                                                                 | Storie su Sant'Andrea              |
| 10     |      | Maria Maddalena nella grotta di Sainte-Baume                                                    | Storie sulla Maddalena             |
| 11     |      | Noli me tangere                                                                                 | Storie sulla Maddalena             |
| 12     |      | Cena a casa di Levi (non più esistente)                                                         | -                                  |
| 13     |      | Stemmi dei Brancaccio                                                                           | -                                  |
| 14     |      | Sepolcro di Anastasia Ilario                                                                    | -                                  |
| 15     |      | Pavimento in cotto e maioliche con al centro la lastra tombale di Giovanni Francesco Brancaccio | -                                  |